# Cantonul Riom-Est
Cantonul Riom-Est este un canton din arondismentul Riom, departamentul Puy-de-Dôme, regiunea Auvergne, Franța.

## Comune
- Cellule
- Châtelguyon
- Le Cheix
- Ménétrol
- La Moutade
- Pessat-Villeneuve
- Riom (parțial, reședință)
- Saint-Bonnet-près-Riom